# LaLaura
LaLaura, pseudonimo di Laura Piazzi (Verbania, 18 giugno 1962), è una giornalista, conduttrice radiofonica e autrice televisiva italiana.

## Biografia
Alterna l'attività giornalistica al Corriere della Sera a quella di curatrice e autrice radiofonica.
Inizia a collaborare come speaker con Fabio Volo nelle prime edizioni de Il Volo del mattino su Radio DeeJay per poi diventare conduttrice radiofonica in proprio su Play Radio e successivamente Rai Radio 2, per la quale conduce alcuni programmi, tra cui Barabba, Scatole cinesi, Fuori di Festa, Meglio stasera, Esclusi i presenti e Miracolo italiano.
È autrice di una biografia non ufficiale dei Backstreet Boys ed è autrice dei programmi televisivi di Fabio Volo per MTV.
Ha condotto la prima edizione del programma mattutino Forrest su Rai Radio 1, assieme a Luca Bottura (nella seconda edizione del programma, dal 13 settembre 2021, ha lasciato il posto a Marianna Aprile).

## Conduzioni radiofoniche
Tra il 2006 e il 2007 ha condotto su Play Radio il programma del drive time serale « Citofonare Play » assieme a Flavia Cercato
Per Rai Radio 2 ha condotto i seguenti programmi:
- Nell'estate 2007 Barabba, con Matteo Caccia.
- Nell'estate 2008 Scatole Cinesi, con Gianluca Neri
- Dal 22 dicembre 2008 al 6 gennaio 2009 Fuori di Festa, con Giuseppe Battiston.
- Nell'estate 2009 Meglio Stasera.
- Nell'estate 2010 Esclusi i presenti, con Fabio Canino
- Nell'estate 2011 Miracolo italiano, con Fabio Canino
- Dal 2015 Miracolo italiano, con Fabio Canino

Per Rai Radio 1, dal 22 settembre 2020 conduce, insieme a Luca Bottura, il programma Forrest.
Per Radio Capital, dal 10 settembre 2022 conduce, insieme a Fabio Canino, il programma "I Miracolati", inizialmente collocato in palinsesto nel fine settimana e poi entra a far parte della programmazione quotidiana dal lunedi al venerdì, di mattina. Dalla stagione 2024/2025 torna nella collocazione iniziale del fine settimana.
Il 21 giugno 2023, insieme a Fabio Canino, col programma "I Miracolati" vincono i Diversity Media Awards.

## Opere
- Laura Piazzi, Leo Di Caprio : il mito dalla culla alle stelle, 1. ed, Bompiani, 1998, ISBN 8845238202, OCLC 43052517. URL consultato il 21 settembre 2018.
- Laura Piazzi, BackStreet Boys : vita e leggenda degli inseparabili 5, Bompiani, 1999, ISBN 8845241556, OCLC 797315120. URL consultato il 21 settembre 2018.
- Laura Piazzi, Goalosi di vittorie, polemiche e magie : trenta tifosi juventini raccontano una passione imbattibile, 1. ed, Limina, 2003, ISBN 8888551131, OCLC 52476854. URL consultato il 21 settembre 2018.